# هفتوان‌تپه
هفتوان‌تپه سکونت‌گاهی پیشاتاریخی است که در جلگه سلماس شهرستان اشنویه استان آذربایجان غربی در حوضه آبریز دریاچه ارومیه قرار دارد.
این تپه در سال ۱۳۴۷ کاوش شد.
در هفتوان‌تپه از هزارهٔ سوم پیش از میلاد تا دوره ساسانی هشت لایهٔ استقرار وجود دارد.
هفتوان‌تپه محوطهٔ کلیدی فرهنگ شمال دریاچه ارومیه در عصر برنز است.
در اواخر هزارهٔ چهارم پیش‌ازمیلاد مردمانی در هفتوان مسکون شدند که خانه‌های گرد و سفالی جلاخورده و تیزه می‌ساخته‌اند و به‌نظر اصلیتشان از شمال (قفقاز جنوبی) بوده. این سکونت‌گاه به «هفتوان‌تپه دوران ۸» موسوم است.
بعدها در دوران‌های ۷ و ۶ هفتوان تپه اتاق‌های مربع و مستطیل به همراه معبر و دیوار پیرامون شهر ساخته شدند.
بر روی مجموعه‌ای از تراس‌ها ساخته می‌شد و شواهدی مبنی بر تفاوت کارکردی بین فضاها هست.
این خانه‌ها به الگوی تثبیت‌شده در آناتولی و قفقاز جنوبی در اوایل عصر برنز نزدیک است.
ارتفاع دیوار پیرامون شهر با ۳٫۳ متر می‌رسیده.
هفتوان‌تپه به دلیل تداوم استقرار تکامل و تحول معماری را در غرب ایران نشان می‌دهد.